# Список альтернативних назв видів людини розумної
На додаток до біологічної класифікації Людини розумної (Homo sapiens), інші утворені латиною назви для людини як виду були створені для позначення різних аспектів характеристик людини.
Деякі з них є іронією на самоприписування дворянства притаманне у виборі sapiens, інші є серйозними пропозиціями щодо того, які людські (культурні) універсалії можна вважати визначальними характеристиками видів, тобто можна говорити про культурологічні види.
Суміш серйозних і насмішкуватих самоназв започаткована Платоном, який з одного боку визначив людину таксономічно як «безпере двоноге», а з іншого, як грец. ζῷον πολιτικόν — лат. zōon politikon, як «політична» або «державо-будівнича тварина» (термін Аристотеля, заснований на діалозі Політик Платона).
| Назва латиною                         | Переклад                                                                                       | Пояснення / цитати | Авторські права / Використання |
| ------------------------------------- | ---------------------------------------------------------------------------------------------- | --- | --- |
| Animal laborans                       | Тварина, яка працює                                                                            | Частина IV. Робота книги Становище людини містить розділ ІНСТРУМЕНТАЛЬНІ ЗАСОБИ ТА ANIMAL LABORANS | Ганна Арендт. |
| Animal rationabile (animal rationale) | Тварина здатна до раціональності, тварина обдарована розумом                                   | «лат. Rationale enim animal est homo — Таж людина — розумна істота.» | Луцій Анней Сенека, Карл Лінней 1760, Іммануїл Кант 1798 |
| Animal symbolicum                     | Тварина, яка створює символи                                                                   | «Великі мислителі, які визначали людину як animal rationale, не були емпіриками, вони і не намагалися дати емпіричну картину людської природи. Таким визначенням вони швидше висловлювали основний моральний імператив. Розум — дуже неадекватний термін для всеосяжного позначення форм людської культурного життя в усьому його багатстві та розмаїтті. Але всі ці форми суть символічні форми. Замість того щоб визначати людину як animal rationale, ми повинні, отже, визначити її як animal symbolicum. Саме так ми зможемо позначити її специфічну відмінність, а тим самим і зрозуміти новий шлях, відкритий людині — шлях цивілізації.» | Ернст Кассірер 1944 |
| Homo absconditus                      | Людина схована                                                                                 | Аналогія до deus absconditus (схований Бог) | Хельмут Плеснер |
| Homo academicus                       | Людина академічна                                                                              | Назва соціологічного дослідження П'єра Бурдьє (Pierre Bourdieu), яке стосується ієрархії та соціальних структур в рамках французьких університетів і коледжів | П'єр Бурдьє, 1984 |
| Homo aestheticus                      | Людина естетична                                                                               | Людський сенс естетики, поняття краси, смаку, тенденція до створення і насолодження мистецтвом. | Люк Феррі, 1990; Еллен Дессенеякі, 1992 |
| Homo adorans                          | Людина, яка поклоняється / обожнює                                                             | Людина як агент поклоніння, слуга Бога чи богів. | |
| Homo amans                            | Людина любляча                                                                                 | «Припустімо, що Homo sapiens дозволяє собі бути розділеною на Homo faber, яка наповнює творчістю сенс свого існування, на Homo amans, яка наповнює своє життя сенсом, переживаючи, люблячи і надіючись, і на Homo patiens…» | Віктор Франкл; Умберто Матурано, 2008 |
| Homo ambitiosus                       | Людина амбітна                                                                                 | «Гроші не тільки продукт суспільства, але гроші навіть створюють суспільства, оскільки вони є одним з інструментів, які забезпечують зв'язок людей один з одним. Гроші не виражають так звану економічну природу людини, яка дає зміст і напрямки соціальним процесам, навпаки люди намагаються виділитися серед собі подібних за допомогою грошей. Таким чином Homo oeconomicus світом також не править — він вигадка, а от homo ambitiosus — він єдиний жива реальність.» | Вільгельм Герльоф |
| Homo aquaticus                        | Людина водяна (яка живе у воді, людина-амфібія)                                                | Термін для позначення людей, що живуть у воді, згідно з «Теорією (гіпотезою) водяних мавп» Алістера Харді; футуристичне бачення зябрового дихання людей Кусто; нові види людей майбутнього в книзі Дугала Діксона | Алістер Харді, Жак-Ів Кусто, Дугал Діксон |
| Homo balcanicus                       | Людина балканська                                                                              | Історія Східної Європи, Югославії; за аналогією до Homo sovieticus | |
| Homo biologicus                       | Людина біологічна                                                                              | Людина, як істота з еволюційною адаптацією до навколишнього середовища. | Чарльз Елворті (Charles Elworthy (scientist)) |
| Homo bulla                            | Людина-бульбашка                                                                               | Варрон свою книгу починає реченням, в якому наводить давньогрецьке прислів'я: «Otium si essem consecutus, Fundania, commodius tibi haec scriberem, quae nunc, ut potero, exponam cogitans esse properandum, quod, ut dicitur, si est homo bulla, eo magis senex.» «Якщо б випала вільна хвилина, Фунданія [дружина Варрона], як слід для тебе це написав би, тому, наскільки зможу, поясню думки поспішаючи, бо як то кажуть, якщо є людина-бульбашка, то тим більше стара людина є такою.» Тобто, на думку Варрона, людина лускає, так легко як мильна бульбашка.                                                                               | Марк Теренцій Варрон |
| Homo cerebralisatus                   | Людина породжена (започаткована) мозком                                                        | | Маркус Планкенштейнер |
| Homo clausus                          | Людина замкнута                                                                                | Усталене в соціології поняття для людини, яка замкнена в своєму «внутрішньому світі» «зовнішнім світом». | Норберт Еліас в та інших книгах |
| Homo cooperativus                     | Людина, яка співпрацює                                                                         | | Поняття походить з економіки довкілля |
| Homo creator                          | Людина творча                                                                                  | «Homo creator увічнена в її культурному творенні. Тріумфом її творчого потенціалу є культурна творчість. Культурна творчість має набагато ширше охоплення і йде набагато глибше, ніж вважалось раніше.» | Міхаель Ландман 1955, Вільгельм Еміль Мюльман 1962 |
| Homo demens                           | Людина божевільна                                                                              | Людина як єдина істота з ірраціональними помилками, мареннями | Едґар Морен 1975, Конрад Лоренц |
| Homo discens                          | Людина-учень, людина, що навчається                                                            | Людина здатна до навчання та пристосування | Генріх Рот. Див. також сайт http://www.homodiscens.com [Архівовано 3 березня 2022 у Wayback Machine.], присвячений теорії пізнання / навчання для викладачів і студентів |
| Homo ecologicus                       | Людина екологічна                                                                              | Нова екологічна свідомість людства як частина ідеології захисту навколишнього середовища. | |
| Homo patiens                          | Людина, яка страждає                                                                           | «Припустімо, що Homo sapiens дозволяє собі бути розділеною на…, і на Homo patiens, покликання якої — страждати, і тому вона реалізує сенс через страждання.» | Віктор Франкл |
| Homo sacer                            | Людина священна або людина проклята (два основних значення лат. sacer — священний і проклятий) | Homo sacer в римському праві — особа поза законом, яку може вбити кожен, але яку не можна принести в жертву. Джорджо Агамбен порівнює сучасне суспільство з концтабором, а прообразом людини вважає Homo sacer. | Джорджо Агамбен |

| Аристотель | Це незавершена стаття з філософії. Ви можете допомогти проєкту, виправивши або дописавши її. |